# Pseudosmittia maculiventris
Pseudosmittia maculiventris är en tvåvingeart som först beskrevs av Edwards 1933.  Pseudosmittia maculiventris ingår i släktet Pseudosmittia och familjen fjädermyggor. Inga underarter finns listade i Catalogue of Life.